# Wiesbaden

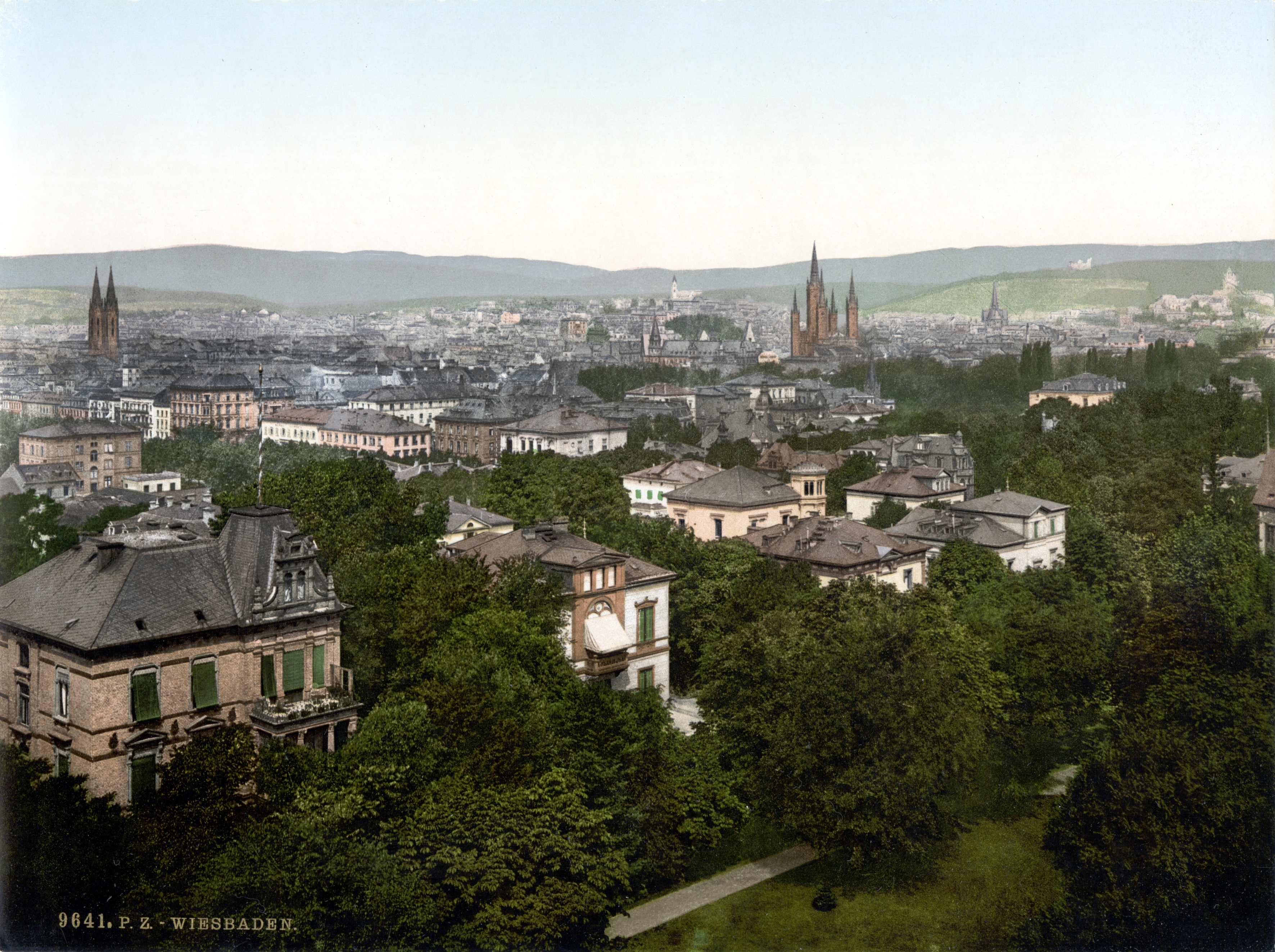
Panorama miasta ok. 1900

Wiesbaden – miasto na prawach powiatu, uzdrowisko w środkowych Niemczech, od 1945 roku stolica kraju związkowego Hesja, w rejencji Darmstadt. Leży nad Renem, u podnóża gór Taunus. Znane jest ze źródeł termalnych. Od 1945 do Wiesbaden należy Mainz-Kastel, poprzednio była to część Moguncji. We wrześniu 2015 miasto liczyło 277 729 mieszkańców.
W mieście mieszczą się główne siedziby Bundeskriminalamt i Federalnego Urzędu Statystycznego Niemiec.

## Zabytki
- fragmenty murów rzymskich z IV wieku
- plac Zamkowy (niem. Schlossplatz) wraz z pałacem książęcym, starym i nowym ratuszem
- neogotycki protestancki kościół przy rynku (niem. Marktkirche), zbudowany 1853–1862
- neogotycko-neoromański rzymskokatolicki kościół św. Bonifacego,
- monumentalny dom uzdrowiskowy
- prawosławna cerkiew św. Elżbiety

## Gospodarka
W mieście ma siedzibę firma Heckel – jedna z najbardziej znanych niemieckich firm produkujących fagoty oraz świadczących usługi konserwacji tych instrumentów. Ponadto w mieście rozwinął się przemysł chemiczny, maszynowy, środków transportu oraz elektroniczny.

## Wyznania
Na koniec 2019 roku dominującymi wyznaniami mieszkańców Wiesbaden były religie: katolicka (20,4%), protestancka (22,5%), muzułmańska (13,4%). 43,8% mieszkańców określiło swoją przynależność jako inną lub brak.

## Sport
- SV Wehen Wiesbaden – klub piłki nożnej mężczyzn
- 1. VC Wiesbaden – klub piłka siatkowej kobiet

W mieście odbyły się mistrzostwa świata w strzelectwie w 1966 roku.
Rozgrywany jest tutaj także kobiecy turniej tenisowy, pod nazwą Wiesbaden Tennis Open, zaliczany do rozgrywek rangi ITF, z pulą nagród 25 000 $.

## Osoby

### urodzone w Wiesbaden
- Helmuth Plessner – niemiecki filozof i socjolog
- Jürgen Grabowski – niemiecki piłkarz, mistrz Europy z 1972 i mistrz świata z 1974 r.
- Nico Rosberg – niemiecki kierowca Formuły 1 i mistrz świata z 2016 r.
- John McEnroe – amerykański tenisista
- Pawło Skoropadski – ukraiński polityk і wojskowy

### związane z miastem
- Marek Hłasko – pisarz, zmarł tutaj

## Współpraca
Miejscowości partnerskie:
- Fondettes, Francja
- Fremantle, Australia
- Friedrichshain-Kreuzberg, Berlin, Niemcy
- Gandawa, Belgia
- Görlitz, Saksonia, Niemcy
- Kefar Sawa, Izrael
- Klagenfurt am Wörthersee, Austria
- Lublana, Słowenia
- Montreux, Szwajcaria
- Ocotal, Nikaragua
- Royal Tunbridge Wells, Wielka Brytania
- San Sebastián, Hiszpania
- Wrocław, Polska

## Polonika
Tutaj zmarł i został pochowany polski pisarz Marek Hłasko.
Od roku 2018 funkcjonuje polonijna drużyna piłkarska SC Polonia Wiesbaden 2018.